# 594913 'Aylo'chaxnim
594913 'Aylo'chaxnim este o planetă minoră (asteroid) din Atira asteroid⁠(d). A fost descoperită pe 4 ianuarie 2020 la Observatorul Palomar de Zwicky Transient Facility⁠(d). 
Obiectul prezintă o orbită caracterizată de o semiaxă mare de 0,55539935934473 UA, o excentricitate de 0,17711086189978, o înclinație de 15,868767712257 ° în raport cu ecliptica.